# Кулясово
Кулясово (эрз. Кулязбуе) — эрзянское село в Пензенской области, входит в Лапшовский сельсовет Камешкирского района.

### Название
Топоним эрзянского происхождения, образован от личного мужского дохристианского имени — Куляс (эрз. Куляз).

## История
Основано на одноименной речке (приток Аряша) в начале XVIII века, возможно, переселенцами из эрзянского села Кулясово (позже ставший частью посёлка городского типа Атяшево) и села Старые Мамадыши Саранского уезда. В середине XVIII века местные жители приняли христианство; в лесу, близ села, сохранилось языческое кладбище.
С 1780 года село в составе Кузнецкого уезда Саратовской губернии. В 1864 году было две мельницы, в 1877 насчитывалось 133 двора, волостной центр, церковь, школа. В 1911 — в составе Дубровской волости (центр в Нижней Дубровке), церковь, земская школа. В селе было налажено производство телег, саней и колёс.
С 1928 года село являлось центром сельсовета Камешкирского района Кузнецкого округа Средне-Волжской области (с 1939 года — в составе Пензенской области). В 1955 г. – центральная усадьба колхоза «Видиця» («Сеятель»). В 1980-е гг. – центральная усадьба совхоза «Кулясовский». Законом Пензенской области от 22.12.2010 г. Кулясовский сельсовет был упразднен, село вошло в состав Лапшовского сельсовета. 

## Население
| 1748  | 1795  | 1859  | 1877  | 1884  | 1897  | 1911  |
| ----- | ----- | ----- | ----- | ----- | ----- | ----- |
| 206   | ↗368  | ↗743  | ↗1000 | ↗1174 | ↗1262 | ↗1488 |
| 1926  | 1930  | 1939  | 1959  | 1979  | 1989  | 1996  |
| ↗1860 | ↘1469 | ↗1577 | ↘1569 | ↘1030 | ↘677  | ↘615  |
| 2002  | 2010  |       |       |       |       |       |
| ↘515  | ↘433  |       |       |       |       |       |

Национальный состав
Согласно результатам переписи 2002 года, в национальной структуре населения мордва-эрзя составляли 96 % из 515 человек..

## Известные уроженцы и жители
- Пятаев Емельян Иванович[эрз.] (творческий псевдоним Эмиль Пятай) (1914— 1967) — эрзя-мордовский писатель, поэт.
- Пятаев Тимофей Тимофеевич  (1924 — 2002) — советский пограничник.
- Григорий Карпович Ульянов (1864 — 1943) — учитель, эсер, просветитель эрзянского народа, депутат Государственной думы I созыва от Саратовской губернии.

## Достопримечательности
Храм во имя Архистратига Михаила — деревянный, с приделом в честь Богоявления Господня. Первый деревянный храм построен в 1757 г. После того как он сгорел, в 1861 г. была сооружена новая церковь. В 1906 г. был построен новый деревянный храм.